# Vietnam-Veteranen: Soldiers in Hiding
Vietnam-Veteranen: Soldiers in Hiding ist ein US-amerikanischer Dokumentarfilm von Malcolm Clarke aus dem Jahr 1985. Er gehört zur Reihe America Undercover, die von die von Home Box Office produziert wurde.

## Handlung
Die Dokumentation behandelt Veteranen des Vietnamkriegs, die nach ihrer Rückkehr psychische Probleme entwickelten und sich zum Teil in die Wildnis zurückgezogen haben und außerhalb der Gesellschaft leben. Dabei greifen sie auf Survivaltechniken zurück, die sie aus ihrem Militärdienst gelernt haben. Insgesamt werden sechs Veteranen vorgestellt.
Scott baut in Hawaii Marihuana an und dekoriert seine Plantage mit Fallen, die er sich von den Vietcong abgeschaut hat. Seine Frau berichtet von den schwierigen Umständen, unter denen das Paar lebt und das sie Angst hat, dass er Selbstmord begehen könnte. Bobby lebt seit mehreren Jahren alleine in einem Zelt. Er litt unter Malaria und wurde nach Hause geschickt, nachdem er auf das Medikament allergisch reagierte. Seine Militärkarriere war damit beendet, so zog er sich nach Washington aufs Land zurück. 
Fred, ein ehemaliger Hubschrauberpilot, lebt an einem Bach in der Nähe eines Berges, weit entfernt von der nächsten Stadt in selbstgewählter Isolation. Er hat nie verkraftet, in Vietnam getötet zu haben und leidet unter wiederkehrenden Albträumen. Carl lebt mit seiner Familie in einem umgebauten Schulbus und ist immer in Bewegung. Auch er hegt Suizidabsichten, verzichtet aber für seine Familie darauf. Alle paar Wochen zieht er sich auf sein Boot zurück. 
Marty, mit dem Carl schreibt, lebt in den Wäldern und jagt dort mit Pfeil und Bogen. Seine Ehe ging durch das isolierte Leben kaputt. Als letzter wird Dean vorgestellt, der als Jugendlicher rebelliert hatte und um einer Gefängnisstrafe zu entgehen nach Vietnam ging. Er kam so gebrochen zurück, das er sich für zehn Jahre in eine Hütte zurückzog. Auch seine Ehe ging kaputt, doch er begann sich nach mehreren Jahren wieder zurück in die Gesellschaft zu bewegen und versucht es nun wieder mit seiner Frau. Er leidet weiterhin unter Flashbacks.

## Hintergrund
Der Film wurde bei der Oscarverleihung 1986 in der Kategorie Bester Dokumentarfilm für den Oscar nominiert.